# Albert Dillens

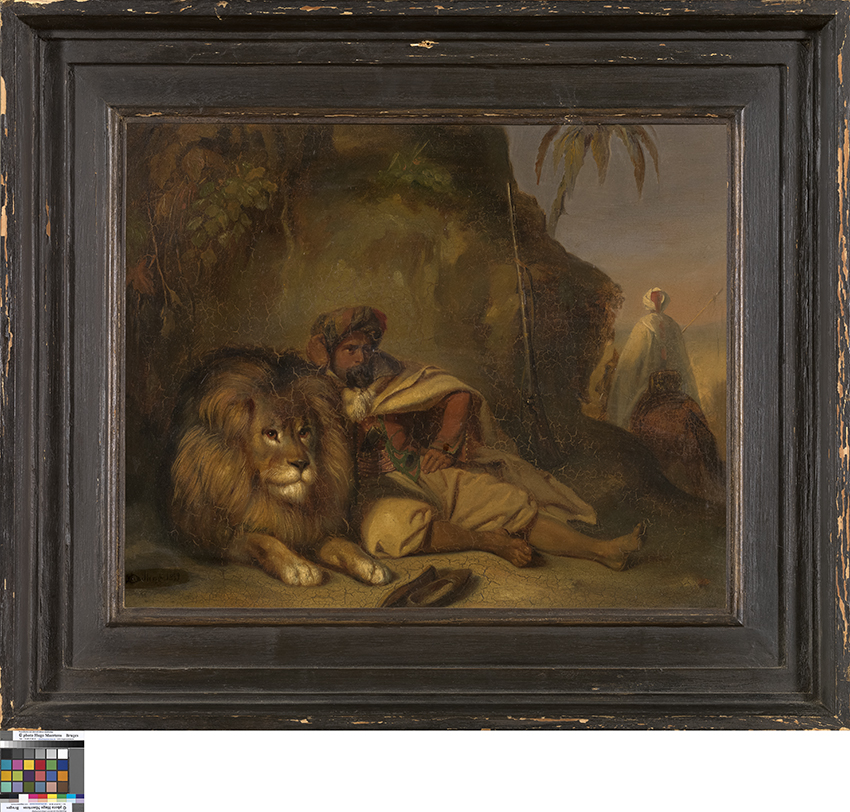
Arabische ruiters in de woestijn, 1889, Groeningemuseum, Brugge

Albert Dillens (Antwerpen, 1844 – 1915) ook Albrecht Dillens genoemd, was een Vlaamse kunstschilder die actief was in de negentiende eeuw. Sommige auteurs geven hem een overlijdensdatum in 1915 mee. Een schilderij Den ouden vuurtoren is gesigneerd en gedateerd op 1888.

## Biografie
Albert was de zoon van Hendrick Joseph Dillens zelf ook een schilder.
Hij kreeg zijn opleiding aan de Academie in Brussel van 1855 tot 1864. Hij schilderde veel genrestukken, huiselijke interieurs en portretten en kreeg onder meer de opdracht voor het schilderen van de portretten van Leopold I en Leopold II.
Hij nam deel aan talrijke tentoonstellingen onder meer aan de salons te Gent in 1874 en 1883. In 1892 nam hij deel aan de 35e tentoonstelling in het Casino te Gent naar aanleiding van het honderdjarig bestaan van de Koninklijke Maatschappij ter Aanmoediging van de Schone Kunsten te Gent. Vanaf 1870 verbleef hij te Elsene.
Het Groeningemuseum te Brugge, het Musée d'Orsay, het Musée d’Art et d’Histoire van Genève en de gemeente Schaarbeek hebben werken van hem in hun collectie.

## Web links
- Albert Dillens op Artnet

- RKD-Nederlands Instituut voor Kunstgeschiedenis: 23188
- Union List of Artist Names: 500070140
- Virtual International Authority File: 96169741